# Podborni
Podborni (en rus: Подборный) és una localitat rural (possiólok) del krai de l'Altai, a Rússia, que el 2013 tenia 396 habitants. Fou fundat el 1952.